# Karl Urich
Karl, auch Carl, Christian Anselm Urich (* 12. November 1828 in Groß-Steinheim; † 26. April 1904 in Darmstadt) war ein deutscher Förster.

## Leben
Karl Urich, Sohn des Forstmeisters Johann Urich († 1872), besuchte ab dem achten Lebensjahr das Knaben-Internat von Achilles Roediger in Hanau und zwei Jahre später eine Schule in Darmstadt. 1848 legte er seine Maturaprüfung ab und begann ein Studium der Forstwirtschaft in Gießen. Dieses musste er für die Ableistung des Militärdienstes unterbrechen und nahm an der Niederschlagung der Badischen Mairevolution von 1849 teil. Für die Teilnahme erhielt er die Großherzoglich Badische Gedächtnismedaille.
Das Studium, er war u. a. in Vorlesungen von Carl Heyer und Gustav Heyer, konnte er im November 1851 mit der Revierförsterprüfung abschließen. Die Oberförsterprüfung legte er im gleichen Jahr in Darmstadt ab. Im April 1855 folgte die Staatsprüfung und praktische Tätigkeiten in den Forstämtern Gedern (1855 bis 1859), Katzenbach, Romrod und Windhausen. Am 13. Juli 1861 wurde er Oberförster in Laisa. Nachdem er am 19. Juli 1865 um eine Entlassung aus dem Staatsdienst nachgesucht hatte, wurde er im gleichen Jahr, wie sein Vater vormals auch, Fürstlich Ysenburgischer Forstmeister des Forstamts Büdingen. 1889 schied er aus gesundheitlichen Gründen und eigenem Wunsch hin aus dem Dienst aus.
Während seiner Zeit in fürstlichen Diensten veröffentlichte er vielfältig, u. a. im Forstwissenschaftliches Centralblatt oder der Monatschrift für Forst- und Jagdwesen. Er entwickelte u. a. eine Konstruktion, die Zündnadel-Sprengschraube, welche für das Zerteilen von Wurzelstöcken mittels Explosion eingesetzt werden konnte.
Karl Urich war mit Susanne Marie, geb. Rumpf, verheiratet. Ihre Tochter Elisabeth Luise (1872–1939) heiratete den Landgerichtsrat Karl Wolff (1871–1916), deren Sohn der spätere SS-General Karl Wolff war.
Am 25. November 1897 war er mit dem Ritterkreuz I. Klasse des Verdienstordens Philipps des Großmütigen ausgezeichnet worden.

## Werke (Auswahl)
- Die Modifikation der Draudt´schen und der Kreisflächen-Methode. In: Supplement aus Allgemeine Forst- und Jagdzeitung, Band 6, 1867, S. 87 ff.
- Ueber Verwerthung der Wald-Grassamen. In: Monatschrift für das Forst- und Jagdwesen, Schweizerbart, 1873, S. 112 ff.
- Die Zwangs-Ablösung der Servituten mit besonderer Berücksichtigung des Büdinger Waldes. IN: Monatschrift für das Forst- und Jagdwesen, Schweizerbart, Stuttgart, 1874.
- Die Zündnadel-Sprengschraube. In: Monatschrift für das Forst- und Jagdwesen, 1876, S. 385 ff.
- Wildschaden von Dachsen und das Großherzoglich Hessische Wildschadengesetz vom 6. August 1810. In: Forstwissenschaftliches Centralblatt, Band 4, 1882, S. 170 ff.
- Ablösung von Wildservituten. In: Forstwissenschaftliches Centralblatt, Band 4, 1882, S. 329 ff.
- Die deutsche Holzzollgesetzgebung. Paul Parey, Berlin, 1888.
- Lichtwuchsbetrieb im Buchenhochwald. In: Forstwissenschaftliches Centralblatt, Band 10, 1888, S. 16 ff.
- Lichtwuchsbetrieb und Rentabilität. In: Allgemeine Forst und Jagdzeitung, Bände 72–73, 1896, S. 43 ff.
- Die Berechnung des Holzbodenwerts bei Servitutablösungen. In: Forstwissenschaftliches Centralblatt, Band 11, 1889, S. 357 ff.
- Dänische und deutsche Buchenhochwaldwirtschaft. Frees, Gießen, 1897.